# 藤枝市立藤枝中学校
藤枝市立藤枝中学校（ふじえだしりつ ふじえだちゅうがっこう）は、静岡県藤枝市音羽町一丁目に所在する公立中学校。

## 小学校区
- 藤枝市立藤枝小学校
- 藤枝市立藤枝中央小学校
- 藤枝市立稲葉小学校

## 学校教育目標（校訓）
自律　探究　協調（昭和58年制定）
- 自律　正しく判断し、自分から進んで取り組む生徒
- 探究　深く考え、根気強く取り組む生徒
- 協調　周りの人への優しさや温かな心を持ち、皆のことをよく考えて行動できる生徒

## 学校行事
- 4月　入学式
- 6月　校内学力調査
- 9月　体育祭
- 10月　合唱発表会
- 11月　校内学力調査
- 3月　卒業式

## 部活動

### 全国中学校サッカー大会
- 第2回大会準優勝（1971年）
- 第3回大会二回戦敗退（1972年）
- 第5回大会二回戦敗退（1974年）
- 第6回大会準優勝（1975年）
- 第9回大会準優勝（1978年）
- 第10回大会優勝（1979年）
- 第11回大会優勝（1980年）
- 第26回大会一回戦敗退（1995年）

### 高円宮杯 JFA 全日本U-15サッカー選手権大会
- 第2回大会優勝（1990年）

## 出身者
- 服部康雄（元藤枝東高校サッカー部監督）
- 山田暢久（元浦和レッズ。元日本代表）